# Кавецкий, Ростислав Евгеньевич
Ростисла́в Евге́ньевич Каве́цкий (18 [30] ноября 1899, Самара — 12 октября 1978, Киев) — украинский советский патофизиолог, онколог, доктор медицинских наук (1937), профессор (с 1939), академик АН УССР (с 19 мая 1951). Заслуженный деятель науки УССР (с 1960). Дважды лауреат Государственной премии Украины в области науки и техники.
Основатель научной школы онкологов-экспериментаторов, основополагающей идеологией которой является концепция о взаимодействии опухоли и организма.

## Биография
Родился 18 (30) ноября 1899 года в Самаре, в семье доктора медицины эпидемиолога Е. Л. Кавецкого.
Учился в Самарской 2-й мужской гимназии; когда перешёл в последний 8-й класс был вынужден переехать с семьёй в Сибирь, где его призвали на военную службу. Однако он смог подготовиться и сдать экзамены для получения аттестата о среднем образовании. В армии был в 1919—1920 годах писарем авточасти 3-й Армии, а затем — конторщиком автопарка 5-й Армии.
В письме к двоюродному брату Андрею Ивановичу Корсуну в декабре 1923 года он писал: «Я попал в университет, сначала Томский, а год назад перевелся в Самарский. Сейчас я на 4-м курсе. Я — медик». Затем, в августе 1924 года он писал ему же: «Я принят на 5-й курс Московского университета, но это, наверное, покажется странным, видимо, останусь в Самаре». И всё-таки, когда его невеста, Галина Болтунова, в 1925 году уехала из Самары учиться в Институт иностранных языков в Ленинград, Ростислав Кавецкий, окончив курс медицинского факультета Самарского университета в 1926 году поступил в аспирантуру Московского университета, на кафедру патологической физиологии, где стал аспирантом и учеником академика А. А. Богомольца; в 1929—1931 годах занимал должность ассистента кафедры.
После образования в Киеве Института экспериментальной биологии и патологии Кавецкий последовал туда вместе со своим учителем Богомольцем; в 1931—1941 годах он был заведующий отделом  экспериментальной онкологии института.
С началом войны ушёл добровольцем на фронт — служил старшим инспектором фронтового эвакопункта Юго-Западного и Сталинградского фронтов. Был награждён орденом Красной Звезды и медалями. После Сталинградской битвы был демобилизован и продолжил работу в Институте экспериментальной биологии и патологии, который находился в эвакуации в Уфе; затем работал в Москве, а в 1944 году вернулся в Киев — после его освобождения. Член ВКП (б)) с 1944 года.
В 1944—1946 годах был заместителем директора Института экспериментальной биологии и патологии Министерства здравоохранения Украины; в 1946—1952 годах — директор Института клинической физиологии АН УССР. В 1946 году несколько месяцев находился в командировке в США — вместе с А. И. Серебровым и М. Н. Побединским.
В 1945 году был избран членом-корреспондентом, а в 1951 году — действительным членом АН УССР. В 1952 году стал членом Президиума АН УССР, председателем Бюро отделения биологических наук АН УССР.
После того, как в 1951 году на «Павловской сессии» было объявлено, что вся медицина, педагогика и биология должны опираться на павловское учение, в Киев приехал т.н. «Павловский совет» и совместном заседании «Павловского совета» и Президиума Академии наук УССР Кавецкому предлагалось отречься от учения Богомольца. В результате, Институт клинической физиологии Был фактически закрыт и эта история для Кавецкого она могла бы окончиться гораздо хуже: если бы не смерть Сталина и два его могучих защитника — Овчаренко и Червоненко, его могли бы исключить из партии и он стал бы изгоем. 
С 1953 по 1960 год он был заведующим отделом Института физиологии имени А. А. Богомольца, который объединил два «богомольцевских» института — экспериментальной биологии и патологии и клинической физиологии.
С 1960 года — директор Института экспериментальной и клинической онкологии МЗ Украины (с 1971 года — Институт по проблемам онкологии АН УССР; ныне — Институт экспериментальной патологии, онкологии и радиобиологии имени Р. Е. Кавецкого НАН Украины).
Был членом Главной редакционной коллегии первого и второго изданий Украинской советской энциклопедии.
Умер 12 октября 1978 года. Похоронен в Киеве на Байковом кладбище.

## Научная деятельность
Основные направления исследований Р. Е. Кавецкого связаны с изучением сущности и причин возникновения опухолевого процесса, механизмов бластомогенеза, роли организма, в частности, его защитных реакций, в трансформации клетки. Именно такие исследования стали основой для разработки методов адекватного лечения и определения путей предупреждения возникновения опухолей. Решению этих проблем ученый посвятил всю свою жизнь.
Занимался проблемами реактивности организма — разработкой тестов определения и методов их повышения, теоретических и прикладных проблем онкологии. Впервые предложил лечение опухолей с помощью лазеров .
В конце 1970-х годов в Институте по инициативе Р. Е. Кавецкого началось изучение методов сорбционной очистки крови. При его активном участии были созданы образцы принципиально новых гемосорбентов, которые имели уникальные свойства изымать из крови токсические продукты различной молекулярной массы, что нашло широкое применение в клинической практике. Р. Е. Кавецкий был инициатором проведения исследований неспецифических защитно-регуляторных механизмов при канцерогенезе. Были получены доказательства участия факторов системы гемостаза в формировании противоопухолевой резистентности организма на таких этапах, как малигнизация тканей, приживления циркулирующих опухолевых клеток, формирование и рост новообразований.
Организатор создания и главный редактор журнала «Экспериментальная онкология» (ныне — международный журнал «Experimental Oncology»).

## Награды
- Орден Ленина (1954, 1969)
- Орден Октябрьской Революции (1974)
- Орден Красной Звезды
- Орден Трудового Красного Знамени (1961, 1966)
- медали
- Государственная премия Украины в области науки и техники
- Премия АН УССР имени А. А. Богомольца (1964)
- Заслуженный деятель науки УССР (1960)

## Память
- Именем Р. Е. Кавецкого в 1979 году назван киевский институт экспериментальной патологии, онкологии и радиобиологии Академии Наук УССР.
- В честь 80-летия со дня рождения Р. Е Кавецкого, был открыт мемориальный музей и установлена бронзовая мемориальная доска на фасаде здания Института по улице Васильковской , 45 (барельеф; скульптор А. П. Скобликов, архитектор К. А. Сидоров).
- В 2000 году Национальной Академией наук Украины была учреждена премия НАН Украины имени Р. Е. Кавецкого, которая вручается Отделением биохимии, физиологии и молекулярной биологии НАН Украины за выдающиеся научные работы в области экспериментальной онкологии.

## Семья
Днём 31 декабря 1927 года в Самаре был зарегистрирован брак Ростислава Евгеньевича Кавецкого и Галины Алексеевны Болтуновой, а в новогоднюю ночь их обвенчали в доме Болтуновых. После этого они уехали в Москву.